# 四氯化二羰基二铂
四氯化二羰基二铂是第一个被分离出来的金屬羰基配合物，化学式为[Pt(CO)Cl2]2，它最初由保罗·许岑贝格尔于1868年合成出来。它溶解在氯化亚砜中，并暴露于一氧化碳气氛中，可以得到Pt(CO)
2Cl
2。烯烃也能与之反应，得到相应的cis-PtCl
2(CO)(烯烃)配合物。